# احمد هشام (بازیکن فوتبال)
احمد هشام (عربی: أحمد هشام عبد المنعم؛ زادهٔ ۹ آوریل ۱۹۹۳) بازیکن فوتبال اهل اردن است.
از باشگاه‌هایی که در آن بازی کرده است می‌توان به باشگاه ورزشی الوحدات اشاره کرد.
وی همچنین در تیم‌های ملی فوتبال زیر ۲۳ سال اردن و اردن بازی کرده است.